# Holland & Holland

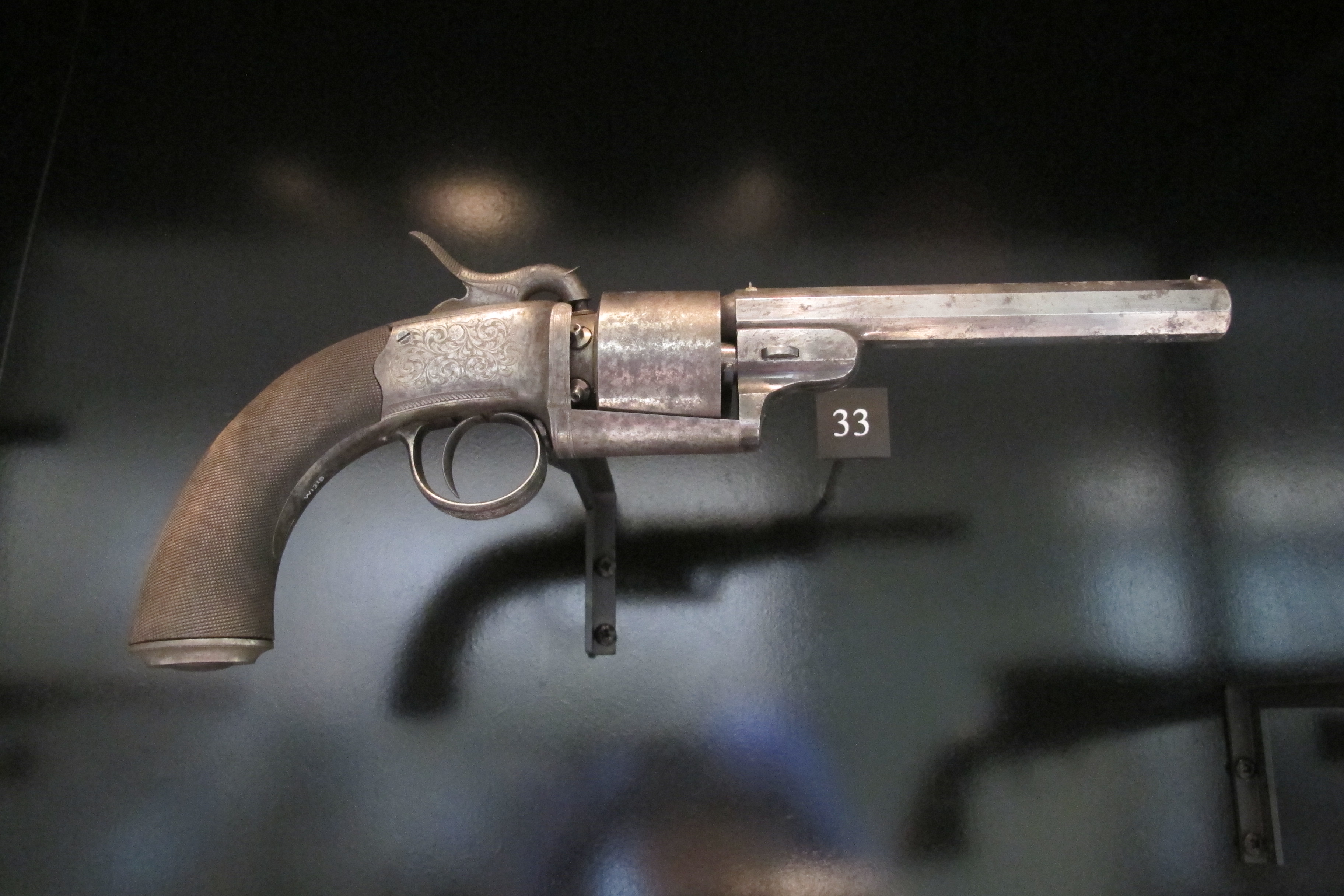
Un revolver a percussione Holland & Holland del 1850 circa conservato nel museo di Auckland

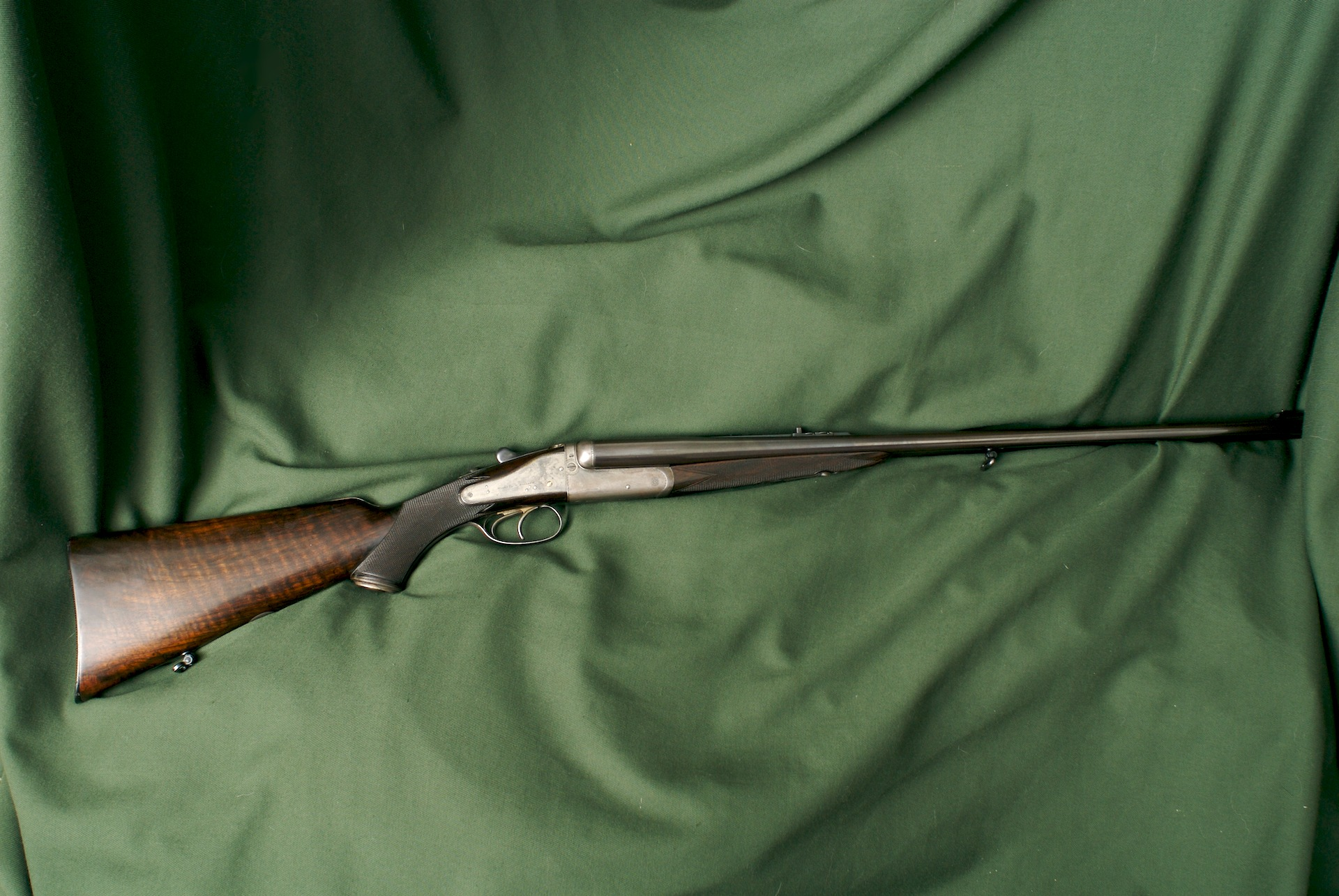
Una doppietta Holland & Holland

Holland & Holland è un'azienda britannica operante nella produzione e rivendita di armi da fuoco e abbigliamento da caccia con sede a Londra, in Inghilterra.

## Storia
L'azienda è stata insignita con due royal warrant ed è stata fondata da Harris Holland nel 1835.
Il primo febbraio 2021 Beretta Holding ha annunciato l'acquisizione della Holland & Holland.

## Cartucce sviluppate
Cartucce sviluppate da Holland & Holland:
- .240 Apex - introdotte nel 1920
- .244 H&H Magnum - introdotte nel 1955
- .297/250 Rook - introdotte nel 1880
- .275 H&H Magnum - introdotte nel 1912
- .295 Rook
- .300 H&H Magnum - introdotte nel 1912
- .375 Flanged Nitro Express - introdotte nel 1899
- .375 H&H Magnum - introdotte nel 1912
- .400/375 Belted Nitro Express - introdotte nel 1905
- .400 H&H Magnum - introdotte nel 2003
- .500/450 Nitro Express - introdotte nel 1890
- .465 H&H Magnum - introdotte nel 2003
- .500/465 Nitro Express - introdotte nel 1907
- .600/577 Rewa - introdotte nel 1929
- .700 Nitro Express - introdotte nel 1988
- Paradox gun - introdotte nel 1886